# Antoniberg (Karlstein)
Der Antoniberg ist eine Passstraße (St 2101) südwestlich des Thumsees in Bad Reichenhall. An seiner höchsten Stelle auf 670 m befindet sich der 100 m lange Antonibergtunnel. Dieser Pass ist nach dem Antoniberg benannt, wo die alte Straße früher an der Antonibergkapelle vorbeiführte. Da die alte Straße zu klein wurde und dem zunehmenden Verkehr nicht mehr gewachsen war, wurde eine neue Straße ein paar Meter tiefer am Fuße der alten Straße angelegt. Unterhalb des Passes befindet sich der Nesselgraben mit dem Schießplatz der Bundeswehrgarnison in Bad Reichenhall. Kurz nach dem Tunnel mündet die Straße kreuzungsfrei ausgebaut in die B 305 (Deutsche Alpenstraße) in Richtung Weißbach an der Alpenstraße bzw. zum sogenannten Weinkaser nach Schneizlreuth. Durchgängig ist hier allerdings nicht der Straßenverlauf der Bundesstraße, sondern vom Antoniberg nach Weißbach. Die Gemeindegrenze zwischen Bad Reichenhall und Schneizlreuth verläuft sowohl in Fahrtrichtung Schneizlreuth wie auch Weißbach jeweils nach Ende der planfreien Einmündung.
Die alte Antonibergstraße ist heute ein Teil des Soleleitungsweges. Auf Reichenhaller Seite befindet sich am Tunneleingang der Antoniusbrunnen. Dort ist auch ein Parkplatz, wo man heute über ein paar Stufen den heutigen Soleleitungsweg erreicht. Auf der Schneizlreuter Seite ist der Wanderparkplatz Davidswald. Von dort gelangt man ebenfalls auf den Soleleitungsweg.
Koordinaten: 47° 42′ 27,2″ N, 12° 48′ 32,5″ O